# Ван Хам, Гюс
Аугюстинюс Питер (Гюс) ван Хам (нидерл. Augustinus Pieter "Guus" van Ham; 28 марта 1935, Амстердам — 28 мая 2017, Эйтхорн) — нидерландский футболист, игравший на позиции полузащитника, выступал за амстердамские команды «Зебюргия» и «Аякс».

## Спортивная карьера
Гюс ван Хам начинал карьеру в амстердамском клубе «Зебюргия», играл в полузащите и на позиции нападающего. В сезоне 1952/53 его команда выступала во втором классе Нидерландов. В октябре 1953 года вызывался в молодёжную сборную Нидерландов — 24 октября сыграл в товарищеском матче против Бельгии. Во время прохождения военной службы Гюс играл за сборную военно-воздушных сил Нидерландов, а также призывался в резерв военной сборной страны. В июле 1956 года ван Хам помог своему клубу выйти в первый класс Нидерландов. В сентябре того же года впервые сыграл за любительскую сборную Нидерландов.
В марте 1957 года было объявлено, что со следующего сезона Гюс будет выступать за «Аякс». Тем не менее, его дебют состоялся уже 30 мая в последнем туре чемпионата Нидерландов против команды НОАД, во втором тайме ван Хам заменил Класа Баккера, который проводил свой последний матч за «Аякс». Летом он заключил с клубом полноценный контракт, а его бывший клуб получил компенсацию за переход в размере 3 тысяч гульденов. С сезона 1957/58 стал игроком основного состава, сыграв во всех официальных матчах клуба — ван Хам забил 4 гола в 34 матчах чемпионата, а также принял участие в четырёх встречах Кубка европейских чемпионов.
В апреле 1959 года Гюс отметился хет-триком в дерби против «Фейеноорда», позволив своей команде одержать крупную победу со счётом 5:0 — это достижение спустя 34 года повторил Эдгар Давидс. За пять лет ван Хам сыграл в чемпионате 98 матчей и забил 8 голов, играл в основном на позиции правого полузащитника. В 1960 году выиграл с «Аяксом» титул чемпиона страны, а после победного сезона потерял место в основном составе, уступив его Вернеру Схапхоку. В последний раз в составе «красно-белых» Гюс выходил на поле 23 сентября 1962 года в матче чемпионата против НАК.
Летом 1963 году был выставлен на трансфер и в итоге вернулся в свой бывший клуб «Зебюргия», который на тот момент выступал в любительском чемпионате.
После завершения игровой карьеры стал тренером, работал с любительскими командами, включая «Зебюргию» и «Эйтхорн».
С 1971 года вызывался в команду бывших игроков сборной Амстердама.

## Личная жизнь
Гюс родился в марте 1935 года в Амстердаме. Отец — Паулюс Корнелис ван Хам, был родом из Тетерингена, мать — Анна Мария Далман, родилась в Амстердаме. Родители поженились в июле 1925 года в Амстердаме — на момент женитьбы отец работал продавцом. Помимо Гюса, в семье был ещё старший сын по имени Кристиан Якобюс, родившийся в январе 1926 года.
Женился в возрасте двадцати пяти лет — его супругой стала 21-летняя Янна Герритье (Герда) Мюнник, уроженка Амстердама. Их брак был зарегистрирован 16 декабря 1959 года. В браке родилось двое детей: дочь Диана и сын Деннис. Работал в городском муниципалитете Амстердама, был сотрудником по вопросам политики.
Умер 28 мая 2017 года в Эйтхорне в возрасте 82 лет.

## Статистика по сезонам
| Клуб | Сезон   | Чемпионат Нидерландов | Чемпионат Нидерландов | Кубок Нидерландов | Кубок Нидерландов | Кубок европейских чемпионов | Кубок европейских чемпионов | Прочие | Прочие | Итого | Итого |
| Клуб | Сезон   | Игры                  | Голы                  | Игры              | Голы              | Игры                        | Голы                        | Игры   | Голы   | Игры  | Голы  |
| ---- | ------- | --------------------- | --------------------- | ----------------- | ----------------- | --------------------------- | --------------------------- | ------ | ------ | ----- | ----- |
| Аякс | 1956/57 | 1                     | 0                     | 0                 | 0                 |                             |                             |        |        | 1     | 0     |
| Аякс | 1957/58 | 34                    | 4                     |                   |                   | 4                           | 0                           |        |        | 38    | 4     |
| Аякс | 1958/59 | 27                    | 3                     | 4                 | 0                 |                             |                             |        |        | 31    | 3     |
| Аякс | 1959/60 | 28                    | 0                     |                   |                   |                             |                             | 1      | 0      | 29    | 0     |
| Аякс | 1960/61 | 5                     | 1                     | 1                 | 0                 | 0                           | 0                           |        |        | 6     | 1     |
| Аякс | 1961/62 | 2                     | 0                     | 0                 | 0                 | 0                           | 0                           |        |        | 2     | 0     |
| Аякс | 1962/63 | 1                     | 0                     | 0                 | 0                 | 0                           | 0                           |        |        | 1     | 0     |
| Аякс | Итого   | 98                    | 8                     | 5                 | 0                 | 4                           | 0                           | 1      | 0      | 108   | 8     |

## Достижения
- Чемпион Нидерландов: 1959/60